# 크리스틴 체노웨스
크리스틴 체노웨스(Kristin Chenoweth, 1968년 7월 24일 ~ )는 미국의 배우, 가수이다. 뮤지컬 위주로 활동하며 드라마 데스크상 후보에 네 차례, 토니상 후보에 세 차례 올라 각각 한 번씩 수상하였다. ABC 드라마 《푸싱 데이지》(2007-09)로 2009년 제61회 프라임타임 에미상 코미디 시리즈 부문 여우조연상을 받았다.

## 음반 목록

### 정규 앨범
- Let Yourself Go (2001)
- As I Am (2005)
- A Lovely Way to Spend Christmas (2008)
- Some Lessons Learned (2011)
- Coming Home (2014)
- The Art of Elegance (2016)
- For the Girls (2019)

## 연기 목록

### 영화
- 그녀는 요술쟁이 (2005)
- 런어웨이 버케이션 (2006)
- 핑크 팬더 (2006)
- 리오 2 (2014) - 애니메이션
- 스누피: 더 피너츠 무비 (2015) - 애니메이션
- 디센던츠 (2015) - 요정 대모 역
- 홀리데이트 (2020) - 수전 역
- 위키드 (2024) - 에메랄드 시티 우먼 역

### 텔레비전
- 세서미 스트리트 (2003, 2006)
- 웨스트 윙 (2004-06)
- 푸싱 데이지 (2007-09)
- 글리 (2009-11, 2014)
- 보잭 홀스맨 (2014-19) - 애니메이션
- 트라이얼 앤 에러 (2018)
- 슈미가둔! (2021-23)

### 뮤지컬
- 위키드 (2003)